# Puccinia thesii
Puccinia thesii är en svampart som först beskrevs av Nicaise Auguste Desvaux, och fick sitt nu gällande namn av Chaillet 1830. Puccinia thesii ingår i släktet Puccinia och familjen Pucciniaceae.   Inga underarter finns listade i Catalogue of Life.